# 획득 가치 관리
획득 가치 관리(Earned value management, EVM), 획득 가치 프로젝트 관리(earned value project management) 또는 획득 가치 성과 관리(earned value performance management, EVPM)는 프로젝트 성과 및 진행 상황을 객관적인 방식으로 측정하기 위한 프로젝트 관리 기법이다.

## 개요
획득 가치 관리는 프로젝트 성과와 진행 상황을 측정하기 위한 프로젝트 관리 기술이다. 범위, 시간, 비용 등 프로젝트 관리 삼각관계의 측정을 결합하는 기능이 있다.
단일 통합 시스템에서 EVM은 프로젝트 관리의 중요한 측면인 프로젝트 성능 문제에 대한 정확한 예측을 제공할 수 있다.
초기 EVM 연구에 따르면 계획 및 제어 영역은 EVM 사용에 따라 크게 영향을 받는다. 마찬가지로 방법론을 사용하면 범위 정의와 전체 프로젝트 성과 분석이 모두 향상된다. 보다 최근의 연구 결과에 따르면 EVM의 원칙은 프로젝트 성공을 긍정적으로 예측하는 지표이다. EVM의 인기는 정부 계약을 넘어 최근 몇 년간 그 중요성이 계속 높아지고 있는 분야(예: 최근의 새로운 DFARS 규정)보다 커졌다. 부분적으로는 EVM이 계약 분쟁에 표면화되어 이를 입증하는 데 도움이 될 수 있기 때문이다.